# Carta de libertad
En el deporte profesional, la carta de libertad es el documento por el cual un deportista queda deportivamente desvinculado de su club, en el momento en el que este la expide. A partir de entonces, el jugador puede ser contratado por cualquier otro club sin necesidad de indemnizar económicamente a su entidad de origen por motivo de traspaso. El jugador queda liberado de la cláusula de rescisión de su contrato, que debería pagar para consumar un traspaso no autorizado por el club al que pertenece.
Esta figura es utilizada cuando un club quiere desvincularse de jugadores con bajo rendimiento o cuyo salario resulta inasumible en un contexto económico desfavorable. No es equivalente a un despido, pues el club sigue pagando el salario al jugador liberado hasta que éste se incorpora a otra entidad.
Uno de los ejemplos más recordados del uso de la carta de libertad fue el utilizado por el FC Barcelona para desvincular del club a su jugador estrella, Rivaldo, en 2002. Esto suponía al club ahorrarse los 6,6 millones de euros de sueldo neto que percibía el brasileño, aunque también significó reforzar a un club rival con un jugador del máximo nivel. Rivaldo fichó por el AC Milan de Italia. Igualmente, Kaká dejó el Real Madrid en 2013 mediante la carta de libertad. Regresió gratis al Milan, de donde lo fichó el Real Madrid en 2009 por 65 millones de euros. De esta forma el club blanco se librara de su salario de 11 millones de euros.
No debe confundirse la carta de libertad, un recurso utilizado a instancias del club, con el fin de contrato, en la cual el deportista espera a que termine su contrato con su club para quedar libre y elegir un nuevo club de destino. En el deporte profesional europeo, esta segunda figura quedó regulada en 1995 en la sentencia Bosman del Tribunal de Justicia de la Unión Europea, que equiparaba los derechos laborales de los deportistas profesionales a los de cualquier otro trabajador europeo. Casos recientes de este recurso son los de Aaron Ramsey y Adrien Rabiot, quienes se incorporaron gratuitamente a la Juventus en 2019 tras expirar sus contratos con Arsenal y París Saint-Germain respectivamente.

## En la NBA
En la NBA, liga profesional de baloncesto de Estados Unidos, no existía esta figura, con lo cual los clubes se veían obligados a mantener en sus plantillas a jugadores que no rendían al nivel de sus salarios, o exponerse a los costes de un despido. La exigencia de los propietarios para la incorporación de esta figura en la NBA fue uno de los desencadenantes del cierre patronal de 2011.
En el nuevo convenio colectivo, esta figura nació con el nombre de cláusula de amnistía, con el funcionamiento descrito arriba. Los clubes sólo pueden amnistiar a un jugador por año; este jugador queda libre para fichar por cualquier otro equipo y la entidad se ahorra el sueldo e impuestos que conllevaba el amnistiado. El primer jugador amnistiado en la historia de la NBA fue Gilbert Arenas.